# 福莆寧同城化
福莆寧同城化或称福莆寧一體化，是中华人民共和国福建省三个城市福州、莆田與寧德進行城市一體化的相關措施。把福州、莆田、寧德合三為一，成爲福州大都會區。

## 沿革
2012年3月21日，福州、莆田、宁德三地的市长在福州市當天簽訂《构建福州大都市区、推进福莆宁同城化发展框架协议》，意推動推动以福莆宁三市联动发展为核心的福州大都市区建设。

## 類似例子
- 廣東廣佛同城化
- 湖南长株潭一体化
- 陝西西咸一体化
- 日本的靜岡市和清水市→靜岡市（2003年－）
- 匈牙利首都布达佩斯由多瑙河右岸的布达和左岸的佩斯两个城市合并而成（1873年合并）。
- 武漢三鎮
- 福州都市圈